# هنري ماير
هنري ماير (بالإنجليزية: Henry Meyer )‏ (و. 1840 – 1925 م) هو سياسي، من الولايات المتحدة الأمريكية، توفي عن عمر يناهز 85 عاماً.

## مناصب
تولى منصب عضو مجلس نواب بنسلفانيا.